# 布丁
布丁，中文也稱「燉蛋」或「甜蒸蛋」，意譯為奶凍。Pudding 詞源自音譯英語; 英語定義廣泛、廣義來說泛指由材料凝固成固體状的食品（也就是說有鹹味和塞滿肉的布丁），常見製法包括焗及蒸、烤等。中文語境中的布丁單指由蛋、奶、砂糖製成的半凝固状甜品（如焦糖布丁、法式燉蛋等），質地可似於傳統中式糕點 。可於世界各地商場購買。在英式英語中，布丁也可以泛指任何形式的甜點。

## 定義

### 西方語言
根據美國韋氏辭典記載，其實有三種東西都可以叫做布丁（Pudding）：
1. 材料含有穀物，用蒸或烤製成的軟食物。
2. 柔軟、像海綿般或是有濃稠奶油的甜點。
3. 含有牛羊脂肪，包裹在袋中蒸煮的料理。

而英國牛津食物百科則在布丁的段落加上了特別說明：「布丁（Pudding）在美國，幾乎專指用玉米粉和牛奶做出來的甜點。」

### 中文
在中文使用上，「布丁」此詞定義如下：
1. 一種點心。為英語Pudding的音譯。歐美人的飯後食品之一，用麵粉、奶油、雞蛋、糖等蒸製而成。（中華民國教育部《重編國語辭典修訂本》）
2. 英语pudding的译音。西餐食品，用面粉、牛奶、鸡蛋、水果等制成。（中國社會科學院《現代漢語詞典》）

## 概述
布丁是一種西方各國都有的傳統甜品。在英国布丁的作用尤其突出、英國菜號稱以一百種以上的布丁見長，甚至英國有專門的布丁全餐、從前菜的野菜沙拉布丁、到主菜的兔子肉布丁、再到甜點的英式烤布蕾布丁應有盡有。在英國，『布丁』一词可以代指任何甜点，如聖誕布丁、米布丁、麵包布丁、但也包含鹹點，如約克郡布丁等; 聖誕布丁則是蒸羊脂，似日本茶碗蒸。在其他例如美國、法國、義大利、德國、俄羅斯這些國家都有自己的特色布丁。
為求方便，也可使用「布甸粉」沖泡後冷藏製作，「布甸粉」的主要原料為海藻抽出物、食用色素等。

## 歷史

### 由來
布丁一詞有兩個可能的來源，一是古法語，指香腸，另一可能是古日耳曼語*put-或*pud-，意指膨漲。
布丁的起源無法考證，其起源的傳說很多，有一說指布丁最早發源於英國，由薩克遜人傳授下來， 一開始是由水果、麵粉、肉汁等食材調配而成的混合物，稱為肉布丁，肉與其他材料製成液狀後，包入腸衣後蒸或煮熟，使內容物定型。
布丁這個詞在現代常指甜點，但原本是專指鹹食的詞，現存最著名的例子是亨利八世最愛的黑布丁以及肉餡羊肚。一直到了17世紀，才出現現代布丁的雛形。布丁的正式出現是在16世紀伊麗莎白一世時代，那時的它是與肉汁、果汁、水果干及麵粉一起調配製作的。到了17世紀和18世紀時，布丁才開始用蛋、牛奶以及麵粉為材料來製作。

### 傳播與改變
布丁上淋上焦糖醬的吃法源於法國。1964年美國House食品工業發明布丁預拌粉，做法是將預拌粉加熱水拌勻後放置冰箱凝固，就完成現在的布丁。在日本明治維新時期，西方文化大量傳入日本，也帶入布丁這項餐後的小甜點，蔚為流行。自馬關條約簽定以後，台灣成為日本的殖民地，布丁也隨著日本人登陸台灣；在現代台灣提到布丁時，多數人想到的是統一布丁。

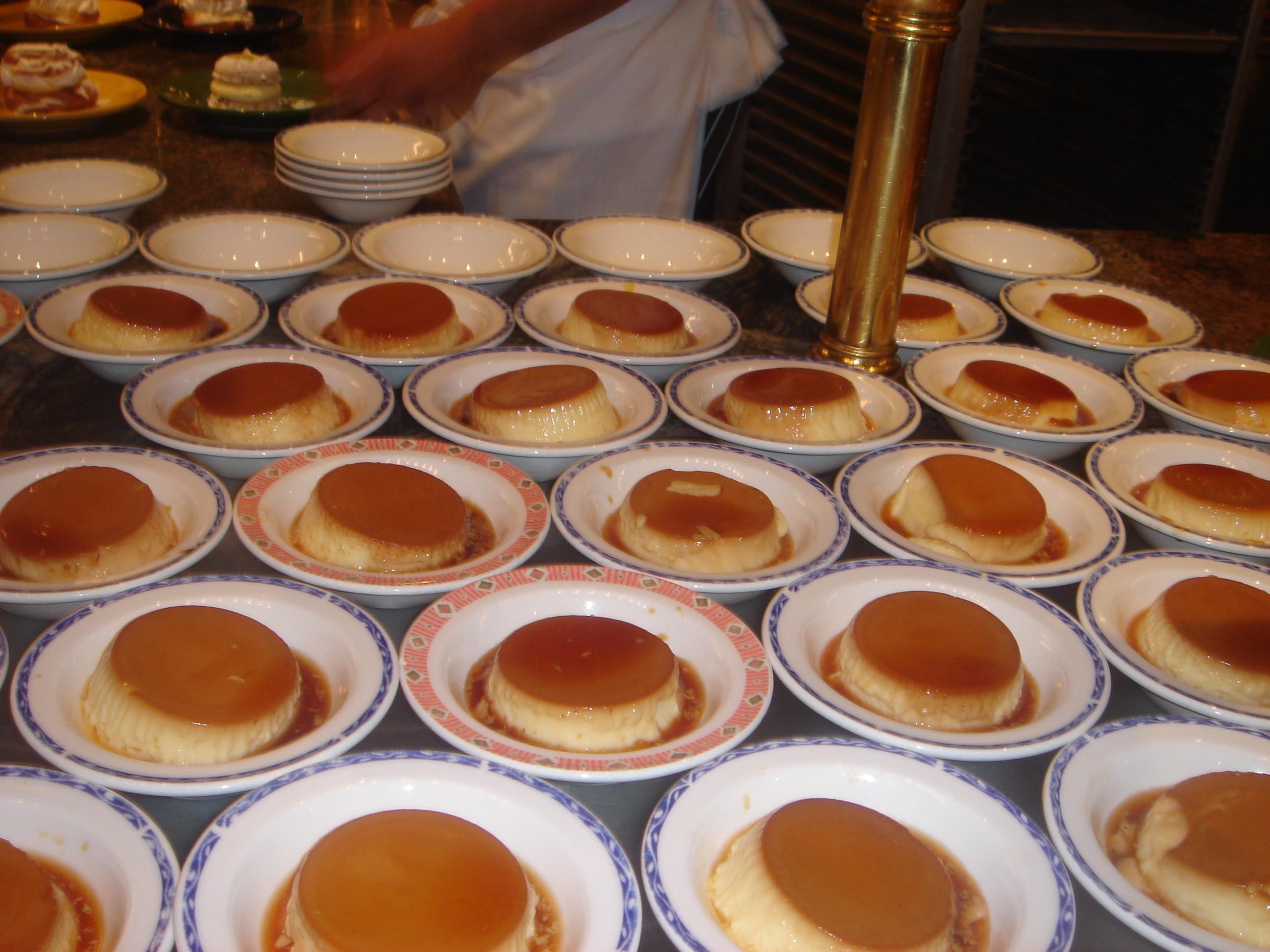
焦糖布丁
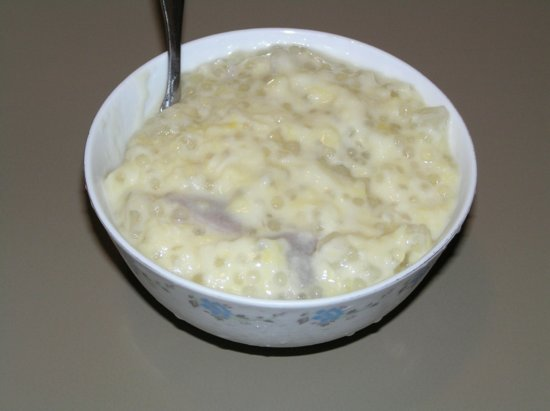
西米布丁
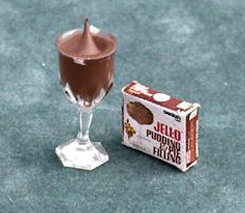
巧克力布丁

## 不同類型的布丁

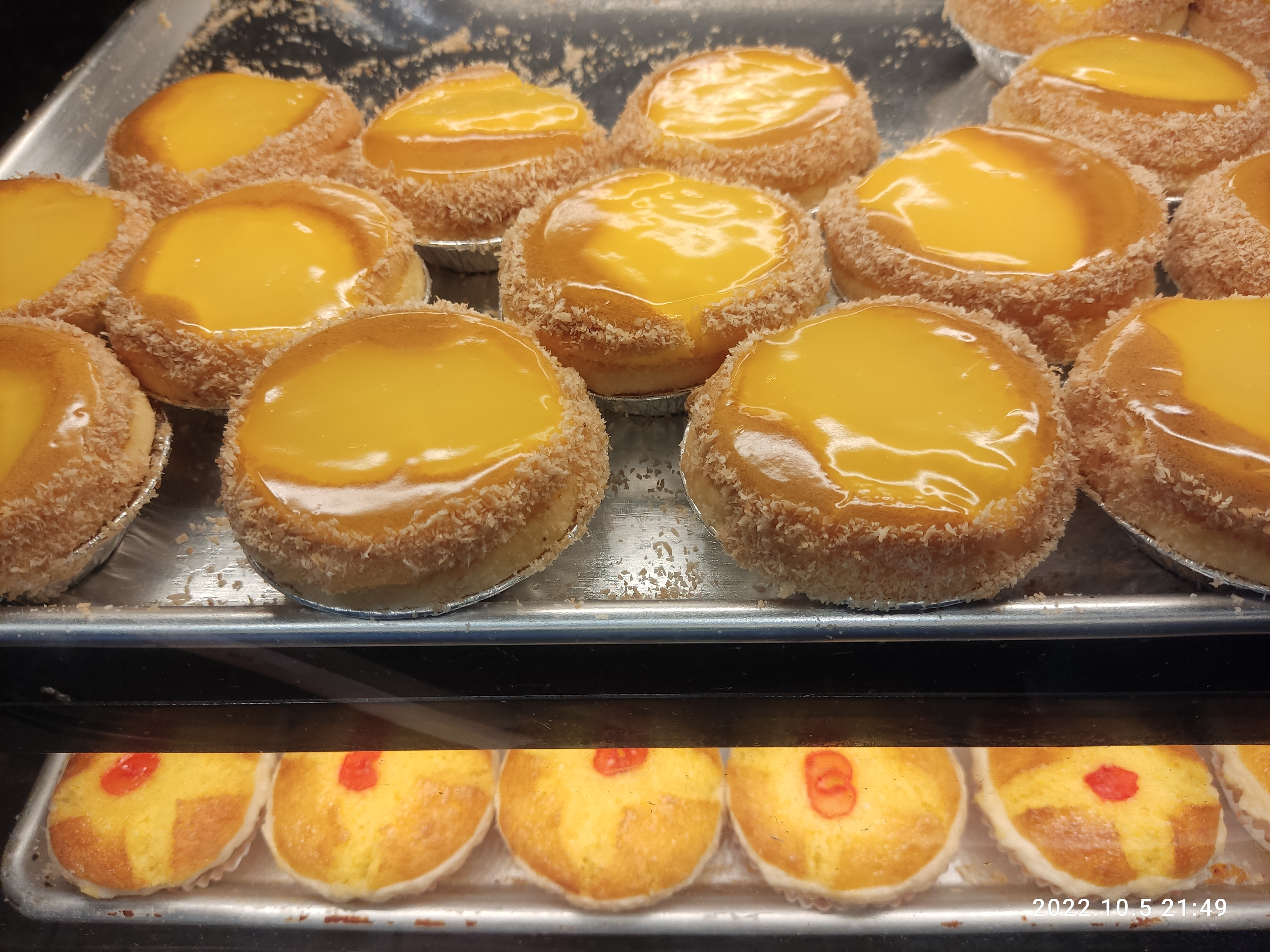
香港式布丁之一，蛋撻

鹹布丁
- 法式燉蛋
- 約克郡布甸
- 血腸
- 黑布丁
- 白布丁

甜布丁
- 焦糖布丁
- 巧克力布丁
- 芒果布丁
- 木糠布甸
- 番紅花米布丁
- 米布丁
- 意式奶凍
- 薑汁撞奶
- 板油布丁
- 斑點布丁
- 統一布丁
- 聖誕布丁

## 流行文化
布丁狗是以布丁為形象創造出的卡通人物。